# Luke Shaw
Luke Paul Hoare Shaw (* 12. července 1995, Kingston upon Thames, Anglie, Spojené království) je anglický fotbalový obránce a reprezentant, který hraje za klub Manchester United.

## Klubová kariéra
Shaw hrál v mládežnických týmech klubu Southampton. V A-mužstvu debutoval v září 2011. V červnu 2014 přestoupil za cca 30 milionů britských liber do Manchesteru United, podepsal zde čtyřletou smlouvu.

## Reprezentační kariéra
Luke Shaw reprezentoval Anglii v mládežnických výběrech od kategorie U16.
V A-mužstvu Anglie debutoval 5. 3. 2014 v přátelském zápase v Londýně proti týmu Dánska (výhra 1:0).
Trenér Roy Hodgson jej vzal na Mistrovství světa 2014 v Brazílii, kde Angličané vypadli již v základní skupině D, obsadili s jedním bodem poslední čtvrtou příčku.

## Úspěchy
- Tým roku Premier League podle PFA – 2013/14,[4] 2020/21[5]